# Camarioca
Camarioca es una localidad cubana del municipio de Cárdenas, en la provincia de Matanzas.

## Geografía
El lugar está ubicado al oeste de la localidad de Cárdenas y al este de Matanzas, junto al curso del río Camarioca.

## Historia
Hacia comienzos de la década de 1860, el caserío, por entonces llamado San Miguel de Camarioca y ya perteneciente a la jurisdicción de Cárdenas, tenía contabilizada una población de 106 habitantes- Aparece descrito en el primer volumen del Diccionario geográfico, estadístico, histórico, de la isla de Cuba de Jacobo de la Pezuela de la siguiente manera:

Camarioca. (caserio de san miguel de) Con 13 casas y 106 habitantes; en terreno bajo, inmediato á la orilla izquierda del rio de su nombre, y cerca de su confluencia con el llamado Seco. Es cabeza del Part.º de Camarioca. Conduce desde este caserío á la playa llamada del Varadero un camino por la costa de la ensenada de Maya á la cual se dirige atravesando una cortadura. En las inmediaciones de la poblacion hay una caverna llamado del Muerto, situada entre grandes peñascos, y que adquirió aquel nombre, porque cuando se descubió se encontró dentro de ella el esqueleto de un hombre revestido de hábitos sacerdotales, y con un breviario abierto en la mano, por cuyo motivo este lugar es muy venerado en las inmediaciones, concurriendo gran número de vecinos como á un santuario. Hay en Camarioca una subdelegacion de marina dependiente de la ayudantía de Cárdenas, y una administración de correos de 3.ª clase. El censo de 1841 le consignaba 74 habitantes. El Cuadro Estadístico de 1846 le señaló 2 casas de mampostería, 7 de madera y teja, y 3 de guano, con 2 tiendas mixtas, una botica, y una panadería; 101 habitantes blancos, y 68 esclavos. Es residencia del capitan pedáneo del Part.º Por real órden de 25 de octubre de 1861 se mandó erigir una parroquia de ingreso en este caserío. Se halla situado sobre el camino mas corto de Cárdenas á Matanzas á 4 1/2 leguas casi al oeste de la primera poblacion, y como á casi 6 al E. de la segunda, distando mas de una del caserio de la Boca, y poco mas de 4 al N. E. del caserío de Canimar. J. de Cárdenas.
(Pezuela, 1863, p. 258)